# Franciszek Rzeźniczek
Franciszek Rzeźniczek (ur. 16 czerwca 1922 w Wirku, zm. 22 marca 1992) – polski lekkoatleta, specjalizujący się w biegach średniodystansowych oraz płotkarskich.

## Osiągnięcia
- Mistrzostwa Polski seniorów w lekkoatletyce
  - Kraków 1946 – srebrny medal w biegu na 800 m
  - Katowice 1947 – brązowy medal w sztafecie 4 × 400 m
  - Poznań 1948 – srebrny medal w sztafecie 4 × 400 m, brązowy medal w biegu na 400 m przez płotki